# Desa Giripurwo (administrativ by i Indonesien, lat -7,77, long 110,18)
Desa Giripurwo är en administrativ by i Indonesien.   Den ligger i provinsen Yogyakarta, i den västra delen av landet, 400 km öster om huvudstaden Jakarta.